# Joshua James
Joshua James är en amerikansk rock- och folkmusiker som för närvarande har sin bas i Provo, Utah.
Hans ursprungliga digitala utgåva av The Sun is Always Brighter på iTunes nådde förstaplatsen på tjänstens lista över folkalbum år 2007 och sålde i över 25 000 exemplar fram till slutet av 2008. Albumet väckte uppmärksamhet inom indiefolk-scenen, och Paste Magazine utsåg honom till en av sina "Next 25 Artists You Need To Know" i septembernumret 2008.
NPR uppmärksammade James i en av sina "Song of the Day"-publikationer, där de lyfte fram hans låt "The New Love Song".
Variety beskrev James som "en ung singer-songwriter från Mellanvästern som skriver hårdslagna sånger om familjetragedier och sjunger dem med en röst som är lika solblekt och vindpinad som ett majsfält i Nebraska".
Den 1 december 2019 släppte James Discover Responsibility Through Fatherhood tillsammans med musikern Nate Pyfer. Senare samma månad, den 24 december 2019, släppte James Magical Leaves Red White Black Heat, som han beskrev som en samling av "Sånger om landet. Sånger om julen. Sånger om acceptans. Och ensamhet, engagemang och nyår". Den 22 september 2020 släppte Joshua James albumet Dreams of Karen tillsammans med sin mor Reesa James. Albumet består av åtta covers, varav fyra ursprungligen framfördes av The Carpenters. Den 18 juni 2021 släppte James albumet Forever In Life, For Now, tillägnat hans vän Seth Howell som gick bort den 20 april 2020.
Hans låt Coal Wars användes som öppningslåt i säsong 4 av Sons of Anarchy, och låten Crash This Train spelades som avslutningslåt i säsong 6, avsnitt 7.

## Diskografi

### Album
- B-Sides: It's Dark Outside (2006)
- The Sun Is Always Brighter (2008), iTunes "Best of 2008" Folk Album
- Build Me This (2009), iTunes "Best of 2009" Indie Spotlight Singer-Songwriter Album
- From The Top of Willamette Mountain (2012) US Folk Nr. 23
- Well, Then, I'll Go to Hell (2013)
- My Spirit Sister (2017)
- Discover Responsibility Through Fatherhood (med Nate Pyfer) (2019)
- Magical Leaves Red White Black Heat (2019)
- Wasteland 3 Soundtrack (2020)
- Dreams Of Karen (2020)
- Forever In Life, For Now (2021)

### EP-skivor
- Fields and Floods (2007)
- Crash This Train / The Garden digital EP (2008)
- Sing Songs EP (2009)
- Joshua James: iTunes Sessions (2010)
- BEWARE! (2013)

### Singlar
- Golden Bird b/w Pretty Feather (Need To Know, 2018)